# Borîsivka, Bobrîneț
Borîsivka (în ucraineană Борисівка) este un sat în comuna Suhokliivka din raionul Bobrîneț, regiunea Kirovohrad, Ucraina.

## Demografie
Componența lingvistică a localității Borîsivka
     Ucraineană (100%)
Conform recensământului din 2001, toată populația localității Borîsivka era vorbitoare de ucraineană (100%).